# Meester van de Hiëro

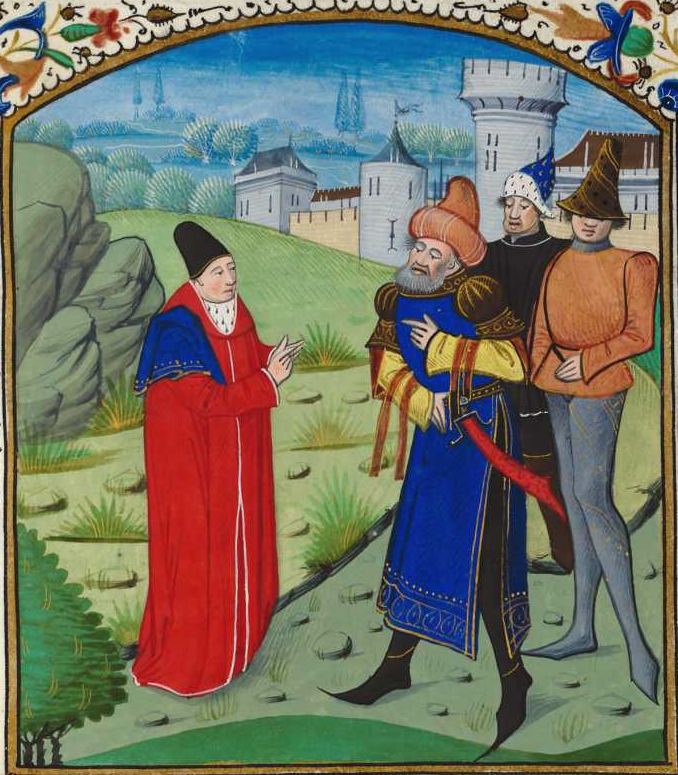
Dialoog tussen Hiëro en Simonide. Xenophon, Hiëro ou de la Tyrannie, (vóór 1467), KBR 14642 fol. 10v

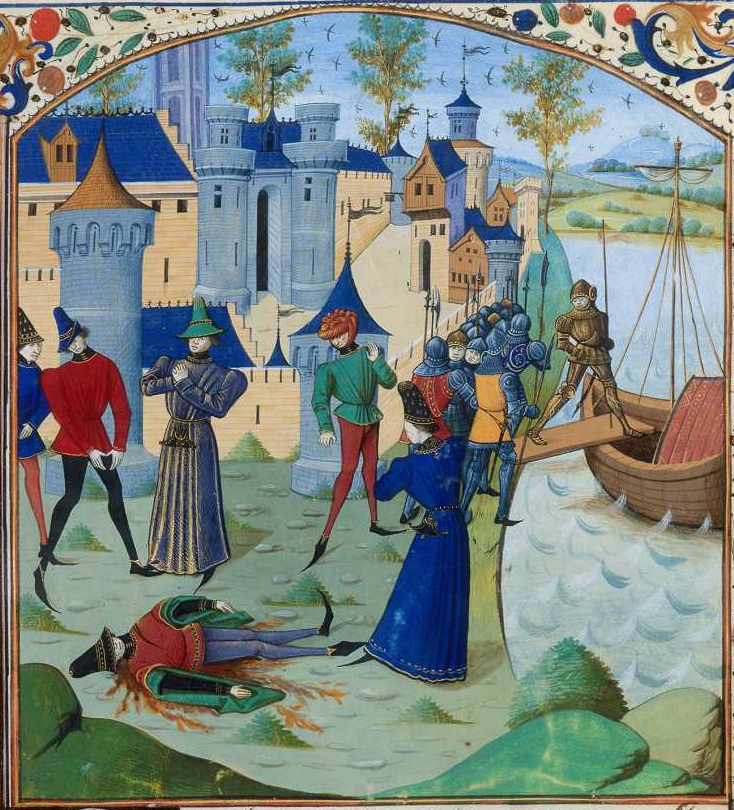
Moord op Iaso. Raoul Lefèvre, Recueil des histoires de Troie, BnF 59 fol. 12v

De Meester van de Hiëro was een boekverluchter die werkzaam was in de late 15e eeuw. Zijn noodnaam dankt hij aan zijn bijdrage aan de illustraties van een klein werk van Xenophon getiteld Hiéro ou de la Tyrannie, in een Franse vertaling door Charles Soillot, van de Latijnse versie van Leonardo Bruni. Zijn activiteit wordt over het algemeen in Brugge geplaatst hoewel hier geen documentair bewijs voor is. Hij wordt ook genoemd als leerling van de Meester van Antoon van Bourgondië en van Loyset Liédet.

## Stijlkenmerken
Bernard Bousmanne vindt deze meester een vrij inspiratieloze miniaturist zonder veel talent. Hij dankt zijn bekendheid in de eerste plaats aan de teksten die hij heeft geïllustreerd: het zijn belangrijke werken maar weinig verspreid en blijkbaar niet verlucht door andere miniaturisten. 
De personages van de Meester van de Hiëro zijn langwerpig en slecht geproportioneerd. Ze worden vaak afgebeeld met een nogal belachelijk hoofddeksel dat op een suikerbrood lijkt en dikwijls de ogen bedekt. De landschappen en de architectuur zijn meestal slecht aangepast aan het geheel van het tafereel, slordig getekend en ze missen perspectief. Sommige kunsthistorici zien in hem een imitator of volgeling van Loyset Liédet vanwege zijn heldere kleurenpalet, maar de meester slaagt er niet in de verhalende en levendige composities van zijn tijdgenoot te benaderen. Ook Gaspar en Lyna, in hun bespreking van de miniaturen van manuscript 9359-9360 van de Koninklijke Bibliotheek van België, oordelen dat "de auteur van deze miniaturen een bleke imitator van Loyset Liédet of van de Meester van Antoon van Bourgondië is".

## Toegeschreven werken

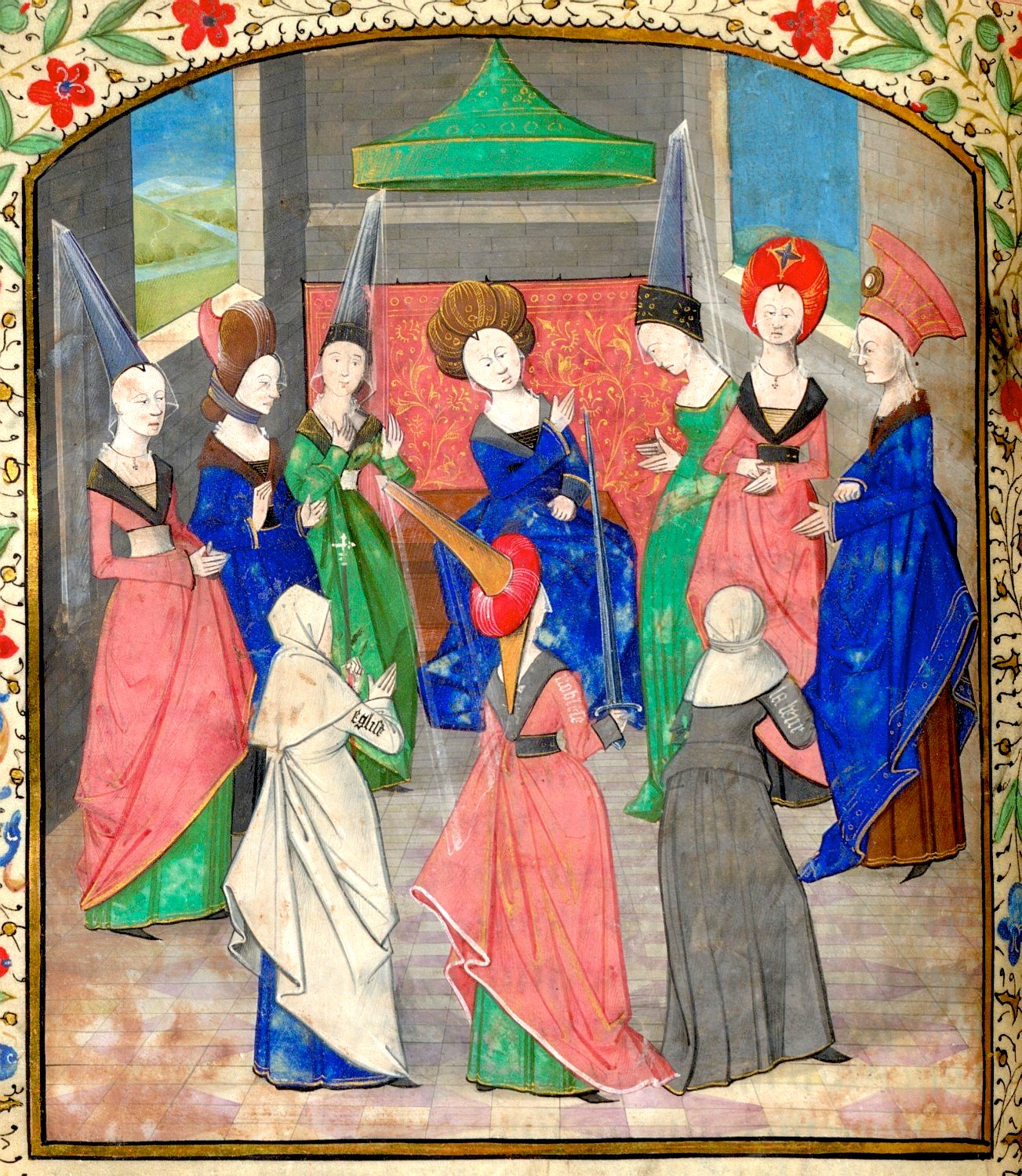
Charles Soillot, Débat de félicité. Deze miniatuur toont de drie standen (kerk, adel en arbeid) in debat vóór theologie, logica, aritmetica, geometrie en muziek. British Library, Ms. Arundel 71, fol. 39v.

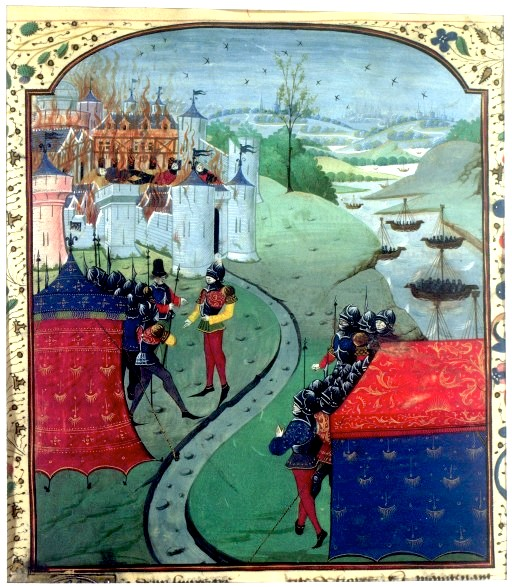
Brand van Troje Raoul Lefèvre, Histoires de Troie, BnF Ms 255 folio 152.

Er worden uit een twaalftal handschriften miniaturen aan deze meester toegeschreven, maar niet alle kunsthistorici zijn het met deze toewijzingen eens.  Hierbij een onvolledige lijst:
- 'Traités sur la noblesse'. KBR Ms 10977-10979. Brugge 1460-1467. Het handschrift bevond zich in 1467 al in de Librije van Bourgondië.[3] Het handschrift bestaat uit drie teksten:
  - fol. 1-7: 'Ung debat entre trois princes' (een debat tussen drie vorsten) , vertaald in het Frans door Jean Miélot.
  - fol. 9-30V: 'La controversie de noblesse plaidoye entre Publius Cornelius Scipion dune part et Gayus Flaminius d'autrepart', (discussie over de adel tussen Scipio en  Gaius Flaminius), van Giovane Buonaccorso da Montemagno (Pistoia 1391/93 - Florence 16 december 1429),vertaald in het Frans door Jean Miélot,
  - fol. 33-38v : 'Traité de noblesse' (traktaat over de adel) van Diego de Valera, vertaald uit het Spaans door Gonzalve de Vargas.
- 'Débat de félicité', van Charles Soillot, British Library, Ms Arundel 71. Brugge, ca. 1464.[4]
- 'Des Quatre vertus', vertaling in het Frans van Jean de Courtecuisse, en 'Des Remèdes de Fortune', in een Franse vertaling van Jacques Bauchant. KBR, Ms 9359-9360. Deze twee werken van Lucius Annaeus Seneca werden samen ingebonden. Elk werk heeft een frontispiceminiatuur. Het eerste werk bevat een proloog opgedragen aan Jean de France, duc de Berry, 'Des Remèdes de Fortune' is opgedragen aan Filips de Goede.[5] Brugge omstreels 1465.
- 'Hiéron ou de la Tyrannie' van Xenophon, KBR, Ms. 14642, Brugge voor 1467.[6]
- 'Hiéron ou de la Tyrannie' van Xenophon, in een vertaling van Charles Soillot en opgedragen aan Karel de Stoute toen die nog Graaf van Charolais was. KBR Ms 9359-9360. Het handschrift bevat twee miniaturen: de overhandiging van het boek aan Karel (f1r) en de Dialoog van Hiëro en Simonide (f9r).[2] Dezelfde scènes komen voor in Ms. 14642 van de KBR. Brugge voor 1467.
- 'Le Livre de la destruction de Troie', Guido delle Colonne, KBR Ms 9253, slechts 1 miniatuur. Brugge voor 1467. Het handschrift bevond zich in 1467 al in de Librije van Bourgondië.[7]
- 'Rationale Divinorum Officiorum' van Wilhelmus Durandus , Franse vertaling van Jean Golein, Brugge, 1465-1470. Bibliothèque Mazarine Ms 338.  Onderaan folium 1 het wapen van Lodewijk van Gruuthuse.
- 'Recueil des histoires de Troie', Raoul Lefèvre, BnF, Ms. fr. 59. In samenwerking met de Meester van de Kroniek van Engeland en Philippe de Mazerolles.
- 'Recueil des histoires de Troie', Raoul Lefèvre, BnF, Ms. fr. 255, slechts 1 miniatuur.